# Ak Koyunlu
Los Ak Koyunlu o Aq Qoyunlu (turcomano: آق قویونلو [Akgoýunly], en azerí: آق قویونلو o آغ قویونلو [Ağqoyunlu], en turco: Akkoyunlu, en turco otomano: آق قوینلو‎, en persa: آغ قویونلو‎ o آق قوینلو), también llamados turcomanos de la Oveja Blanca, fue una federación tribal oğuz que gobernó partes de lo que hoy es Turquía oriental, Armenia, Azerbaiyán, norte de Irak e Irán occidental desde 1378 a 1508. 
Según las crónicas bizantinas, los Ak Koyunlu estaban presentes en Anatolia oriental desde al menos 1340. El primer jefe Ak Koyunlu del que se tiene noticias fue el bey Tur Ali bin Pehlwan (1340-1360), el cual fue sucedido por su hijo Qutlugh bin Tur Ali (1360-1378/79). Todavía eran líderes de agrupaciones tribales nómadas, las cuales merodeaban en las zonas de Erzincan y en el Imperio de Trebisonda.
La mayor parte de los líderes Ak Koyunlu, incluyendo el más destacado de la dinastía, Uzun Hasan, se casaron con princesas bizantinas del Imperio de Trebisonda.
Los turcomanos Ak Koyunlu adquirieron tierras por vez primera en 1402, cuando el emir Tamerlán les entregó todo Diyarbakır, en lo que hoy es Turquía, al bey Kara Yülük Osman (hijo de Qutlugh bin Tur Ali), por el apoyo que le brindó al invadir Anatolia y durante la batalla de Ankara, en la cual Tamerlán aniquiló a las fuerzas del sultán otomano Bayezid I. Durante largo tiempo, los Ak Koyunlu fueron incapaces de expandir su territorio, pues los rivales Kara Koyunlu les mantenían a raya. Sin embargo, esto cambió con el gobierno de Uzún Hasán que derrotó y mató al líder de los turcomanos Kara Koyunlu, Yahán Shah en la decisiva batalla de Çapakçur, en 1467. Su capital pasó a ser la ciudad de Tabriz después de 1471-1472.
Después de la derrota en la batalla de Karabaj del líder timúrida, Abu-Saïd, Uzún Hasán fue capaz de tomar Bagdad, junto con territorios alrededor del golfo Pérsico. Se expandió hacia Irán llegando hasta Jorasán. Sin embargo, alrededor de esta época, el Imperio otomano buscaba expandirse hacia el Este, una seria amenaza que forzó a los Ak Koyunlu a una alianza con los karamánidas de Anatolia central. Esta alianza sería ampliada con la adhesión de los enemigos cristianos de los otomanos en el oeste: la República de Venecia y la Orden de los Caballeros de Rodas. Finalmente Uzún Hasán perdió ante el poderoso sultán otomano Mehmed II en la batalla de Otlukbeli (1473) debilitando su reino, que finalmente fue absorbido por el Irán Safaví.

## Historia

### Etimología
El nombre Aq Qoyunlu, significa literalmente "los de las ovejas blancas", se menciona por primera vez en fuentes de finales del siglo XIV. Se ha sugerido que este nombre hace referencia a antiguos símbolos totémicos, pero según Rashid al-Din Hamadani, los turcos tenían prohibido comer la carne de sus animales totémicos, por lo que es poco probable dada la importancia del cordero en la dieta de los nómadas pastores. Otra hipótesis es que el nombre hace referencia al color predominante de sus rebaños.

### Orígenes
Según las crónicas del Imperio Bizantino, los Aq Qoyunlu aparecen por primera vez en el distrito de Bayburt al sur de las Montañas Pónticas desde al menos la década de 1340. 
En estas crónicas, Tur Ali Beg era mencionado como señor de los "turcos de Amid [Diyarbakir]", que ya había alcanzado el rango de emir bajo el Ilkhan Ghazan. Ghazan. Bajo su liderazgo, sitiaron Trebizond, pero no lograron tomar la ciudad. Varios de sus líderes, incluido el fundador de la dinastía, Qara Yuluk Uthman Beg, se casaron con princesas bizantinas.
A finales del período Iljánidas, a mediados del siglo XIV, los Oghuz que formaban la confederación Aq Qoyunlu recorrían los pastos de verano de Armenia, en particular, el curso superior del río Tigris y los pastos de invierno entre las ciudades de Diyarbakır y Sivas. Desde finales del siglo XIV, los Aq Qoyunlu libraron constantes guerras con otra confederación tribal de las tribus oghuz, los Qara Qoyunlu. La principal tribu Aq Qoyunlu era la tribu Bayandur.
Uzun Hasan solía afirmar que era un "honorable descendiente de Oghuz Khan y su nieto, Bayandur Khan". En una carta que data del año 1470, que fue enviada a Şehzade Bayezid, el entonces gobernador de Amasya, Uzun Hasan escribió que los de las tribus Bayandur y Bayat, así como de otras tribus que pertenecían al "Oghuz il", y que antiguamente habitaban Mangyshlak, Khwarazm y Turkestán, venían y servían en su corte. También hizo del tamga (sello) de la tribu Bayandur el símbolo de su estado. Por esta razón, el tamga de Bayandur se encuentra en las monedas de Aq Qoyunlu, sus documentos oficiales, inscripciones y banderas.
Mito
Los sultanes Aq Qoyunlu afirmaban descender de Bayindir Khan, que era nieto de Oghuz Khan, el legendario antepasado de los turcos oghuz.
Según el profesor G. L. Lewis:
"Los sultanes ak-koyunlu afirmaban descender de Bayindir Khan y es probable, a primera vista, que el Libro de Dede Korkut fuera compuesto bajo su patrocinio. El problema es que en la genealogía ak-koyunlu se nombra al padre de Bayindir como Gok ("Cielo") Khan, hijo del epónimo Oghuz Khan, mientras que en nuestro libro se le nombra como Kam Ghan, un nombre por lo demás desconocido. A falta de una explicación mejor, me inclino por creer que el libro se compuso antes de que los gobernantes ak-koyunlu hubieran decidido quiénes eran sus antepasados. Fue en 1403 cuando dejaron de ser jefes tribales y se convirtieron en sultanes, por lo que podemos suponer que su genealogía oficial se formuló alrededor de esa fecha."
Según el Kitab-i Diyarbakriyya, los antepasados de Uzun Hasan que se remontan al profeta Adam en la 68.ª generación se enumeran por su nombre y se da información sobre ellos. Entre ellos figura Tur Ali Bey, abuelo del abuelo de Uzun Hasan, que también se menciona en otras fuentes. Sin embargo, es difícil saber si Pehlivan Bey, Ezdi Bey e Idris Bey, que aparecen en períodos anteriores, existieron realmente. La mayoría de las personas que figuran como antepasados de Uzun Hasan son nombres relacionados con la leyenda oghuz y con gobernantes oghuz.

### Uzun Hasan
Los turcomanos Aq Qoyunlu adquirieron tierras por primera vez en 1402, cuando Timur les concedió todo Diyar Bakr en la actual Turquía. Durante mucho tiempo, los Aq Qoyunlu no pudieron ampliar su territorio, ya que los rivales Qara Qoyunlu o "turcomanos de las ovejas negras" los mantenían a raya. Sin embargo, esto cambió con el gobierno de Uzun Hasan, que derrotó al líder turcomano de las Ovejas Negras Jahān Shāh en 1467. Tras la muerte de Jahan Shah, su hijo Hasan Ali, con la ayuda del timúrida Abu Sa'id Mirza, marchó hacia Azerbaiyán para enfrentarse a Uzun Hasan. Decidiendo pasar el invierno en Karabaj, Abu Sa'id fue capturado y rechazado por Uzun Hasan cuando el primero avanzaba hacia el Río Aras.
Tras la derrota del líder timúrida, Abu Sa'id Mirza, Uzun Hasan pudo tomar Bagdad junto con territorios alrededor del Golfo Pérsico. Se expandió por Irán hasta el este de Jorasán. Sin embargo, por esta época, el Imperio Otomano intentó expandirse hacia el este, una seria amenaza que obligó a los Aq Qoyunlu a una alianza con los Karamaníes de Anatolia central.
Ya en 1464, Uzun Hasan había solicitado ayuda militar a uno de los enemigos más acérrimos del Imperio Otomano, Venecia. A pesar de las promesas venecianas, esta ayuda nunca llegó y, como resultado, Uzun Hassan fue derrotado por los otomanos en la Batalla de Otlukbeli en 1473, aunque esto no destruyó el Aq Qoyunlu.
En 1470, Uzun seleccionó a Abu Bakr Tihrani para recopilar una historia de la confederación Aq Qoyunlu. El Kitab-i Diyarbakriyya, como se llamaba, se refería a Uzun Hasan como sahib-qiran y fue la primera obra histórica en asignar este título a un gobernante no timúrida.
Uzun Hasan preservó las relaciones con los miembros de la orden popular de los derviches, cuyas principales inclinaciones eran hacia el chiismo, al tiempo que promovía el estamento religioso urbano con donaciones y confirmaciones de concesiones fiscales o dotaciones, y ordenaba la persecución de sectas extremistas chiíes y antinomistas. Casó a una de sus hijas con su sobrino Haydar, nuevo jefe de la secta Safavid en Ardabil.

### Sultán Ya'qub

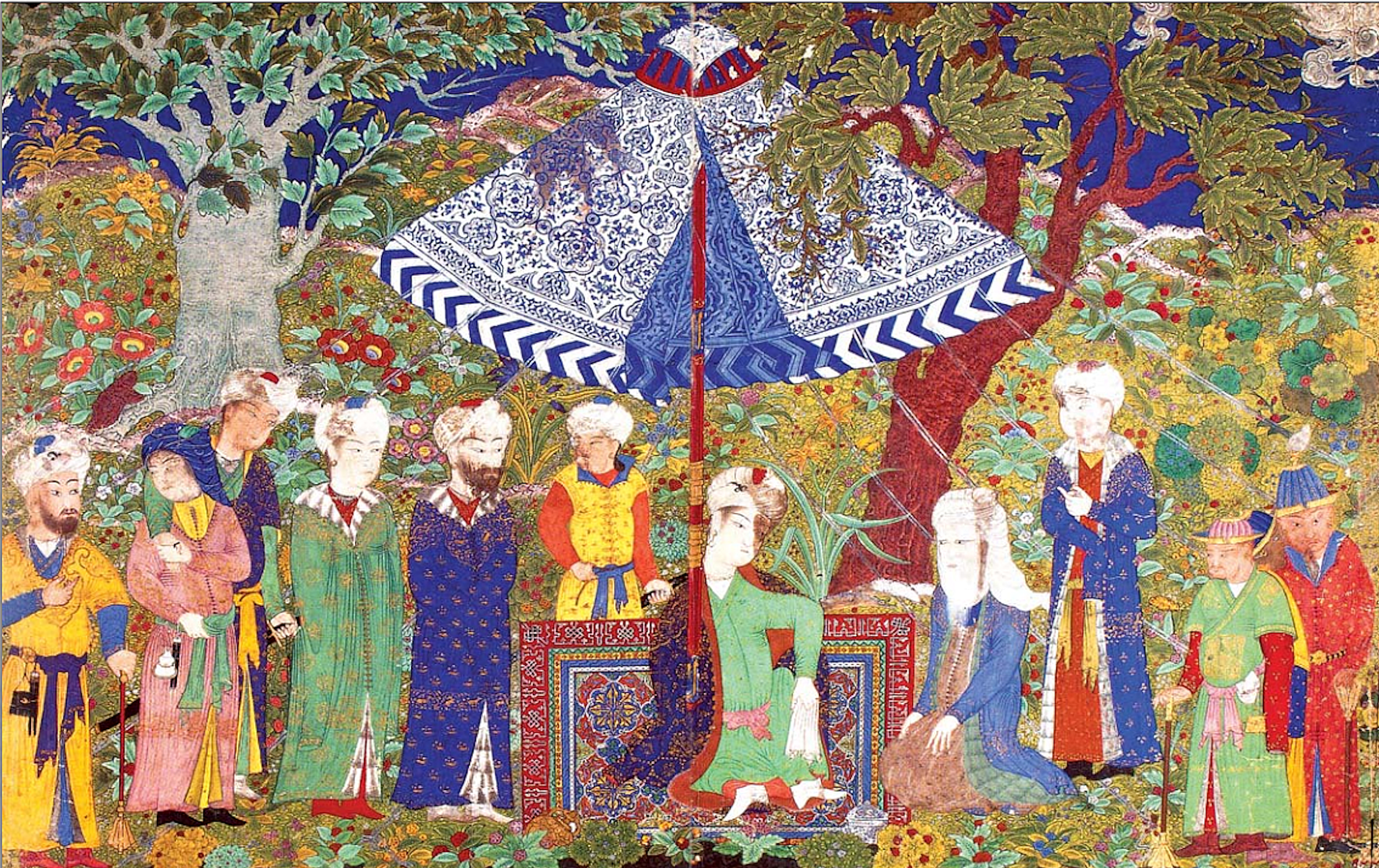
Miniatura del sultán Ya'qub y sus cortesanos, álbum de Mehmed el Conquistador

Cuando Uzun Hasan murió a principios de 1478, le sucedió su hijo Khalil Mirza, pero éste fue derrotado por una confederación al mando de su hermano menor Ya'qub en la batalla de Khoy en julio.: 128 
Ya'qub, que reinó de 1478 a 1490, mantuvo la dinastía durante un tiempo más. Sin embargo, durante los cuatro primeros años de su reinado hubo siete pretendientes al trono que tuvieron que ser sofocados.: 125  A diferencia de su padre, Ya'qub Beg no se interesó por los ritos religiosos populares y alienó a gran parte del pueblo, especialmente a los turcos. Por ello, la gran mayoría de los turcos se involucraron en la orden Safawiya, que se convirtió en una organización militante de ideología chií extrema dirigida por Sheikh Haydar. En un principio, Ya'qub envió al jeque Haydar y a sus seguidores a una guerra santa contra los circasianos, pero pronto decidió romper la alianza porque temía el poder militar del jeque Haydar y su orden. Durante su marcha hacia Georgia, el jeque Haydar atacó a uno de los vasallos de Ya'qub, los Shirvanshahs, en venganza por su padre, Junayd (asesinado en 1460), y Ya'qub envió tropas a los Shirvanshahs, que derrotaron y mataron a Haydar y capturaron a sus tres hijos. Este acontecimiento reforzó aún más el sentimiento pro-safávida entre los turcomanos de Azerbaiyán y Anatolia.
Tras la muerte de Ya'qub, estalló de nuevo la guerra civil, los Aq Qoyunlus se destruyeron a sí mismos desde dentro y dejaron de ser una amenaza para sus vecinos.
La dinastía safávida, seguidora de la orden religiosa safaviyya, comenzó a socavar la lealtad de los qoyunlu. Los safávidas y los Aq Qoyunlu se enfrentaron en la ciudad de Najicheván en 1501 y el líder safávida Ismail I obligó a los Aq Qoyunlu a retirarse.
En su retirada de los safávidas, el líder de los Aq Qoyunlu Alwand destruyó un estado autónomo de los Aq Qoyunlu en Mardin. El último líder Aq Qoyunlu, Sultán Murad, hermano de Alwand, también fue derrotado por el mismo líder safávida. Aunque Murād se estableció brevemente en Bagdad en 1501, pronto se retiró de nuevo a Diyar Bakr, señalando el fin del dominio de los Aq Qoyunlu.

### Ahmad Beg

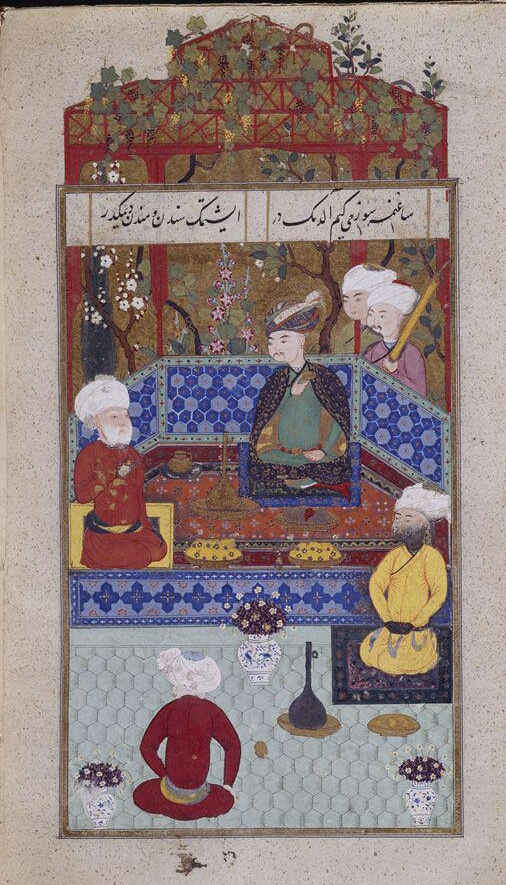
Sultan Khalil del Aq Qoyunlu, 1478.

En medio de la lucha por el poder entre los nietos de Uzun Hasan, Baysungur (hijo de Yaqub) y Rustam (hijo de Maqsud), apareció en escena su primo Ahmed Bey. Ahmed Bey era hijo del hijo mayor de Uzun Hasan, Ughurlu Muhammad, quien, en 1475, escapó al Imperio Otomano, donde el sultán, Mehmed el Conquistador, recibió a Uğurlu Muhammad con amabilidad y le dio a su hija en matrimonio, de la que nació Ahmed Bey.
Baysungur fue destronado en 1491 y expulsado de Tabriz. Realizó varios intentos infructuosos de regresar antes de ser asesinado en 1493. Rustam (1478-1490), deseoso de reconciliar su sistema religioso y la famosa orden sufí, permitió inmediatamente a los hijos del jeque Haydar Safavi regresar a Ardabil en 1492. Dos años más tarde, el sultán Ayba ordenó que volvieran a ser detenidos, ya que su ascenso amenazaba de nuevo a los Ak Koyunlu, pero su hijo menor, Ismail, que entonces tenía siete años, huyó y fue escondido por partidarios en Lahijan.
Según la obra de Hasan Rumlu Ahsan al-tavarikh, en 1496-97, Hasan Ali Tarkhani fue al Imperio Otomano para decir al sultán Bayezid II que Azerbaiyán e Irak persa estaban indefensos y sugirió que Ahmed Bey, heredero de ese reino, fuera enviado allí con tropas otomanas. Bayezid aceptó la idea, y en mayo de 1497 Ahmad Bey se enfrentó a Rustam cerca de Araxes y lo derrotó.
Tras la muerte de Ahmad, el Aq Qoyunlu se fragmentó aún más. El estado estaba gobernado por tres sultanes: Alvand Mirza en el oeste, Qasim, sobrino de Uzun Hasan, en un enclave en Diyarbakir, y Mohammad, hermano de Alvand, en Fars e Iraq-Ajam (asesinado por la violencia en el verano de 1500 y sustituido por Morad Mirza). El colapso del estado de Aq Qoyunlu en Irán comenzó en el otoño de 1501 con la derrota a manos de Ismail Safavi, que había abandonado Lahija dos años antes y reunido a un numeroso grupo de guerreros turcomanos. Conquistó Irak-Ajami, Fars y Kerman en el verano de 1503, Diyarbakir en 1507-1508 y Mesopotamia en el otoño de 1508. El último sultán Aq Qoyunlu, Morad, que esperaba recuperar el trono con la ayuda de las tropas otomanas, fue derrotado y asesinado por los guerreros Qizilbash de Ismail en la última fortaleza de Rohada, poniendo fin al dominio político de la dinastía Aq Qoyunlu.

## Administración
La administración de Ak Koyunlu abarcó de dos secciones; la casta militar, que en su mayoría consistía en turcomanos, pero también tenía miembros de tribus iraníes. La otra sección era el personal civil, que estaba formado por funcionarios de familias persas establecidas.

## Lista de soberanos (Bey) de Ak Koyunlu
- Ala' al-Din Tur Ali Pehlwan (1340-1360), perteneciente a la tribu turcomana Bayandur;
- Fakhr al-Din Kutlugh bin Tur Ali (1360-1378/79), hijo del anterior;
- Ahmad bin Kutlugh (1389-1403), hijo del anterior, nominalmente bajo Kara Yülük Osman (1396-1403);
- Baha al-Din Kara Yülük Osman (1403-1435), hijo de Kutlugh, Tamerlán le entregó Diyarbakır fundándose de este modo el Estado Ak Koyunlu;
- Jalal al-Din Ali bin Kara Yülük Osman (1435-1438), hijo de Kara Yülük Osman;
- Nur al-Din Hamza bin Kara Yülük Osman (1438-1444), hijo de Kara Yülük Osman;
- Mu'izz-al-Din Jahangir bin Ali (1444-1451/52), hijo de Ali bin Kara Yülük Osman;
- Kilich Arslan bin Ahmad (1451/52-1457), hijo de Ahmad bin Kutlugh;
- Abu'l-Nasr Uzun Hasan bin Ali (1457-1478), hijo de Ali bin Kara Yülük Osman, fundador del Imperio Ak Koyunlu;
- Abu'l-Fath Sultan Khalil bin Uzun Hasan (1478), hijo de Uzun Hasan;
- Abu'l-Muzaffar Yaqub bin Uzun Hasan (1478-1490), hijo de Uzun Hasan;
- Abu'l-Fath Baysonqor bin Yaqub (1490-1491), hijo de Yaqub bin Uzun Hasan;
- Abu'l-Muzaffar Rustam bin Maqsud bin Uzun Hasan (1493-1497), nieto de Uzun Hasan;
- Abu'l-Nasr Ahmad Gövde bin Ughurlu Muhammad bin Uzun Hasan (1497), nieto de Uzun Hasan.

División del estado Ak Koyunlu
Ak Koyonlu occidental
- Abu'l-Muzaffar Alwand bin Yusuf bin Uzun Hasan (1497-1502), nieto de Uzun Hasan, reinó en Diyarbakır y Azerbaiyán;
- Zayn-al-Aibidin bin Ahmad bin Ughurlu Muhammad (1504-1508), hijo de Ahmad Gövde bin Ughurlu Muhammad bin Uzun Hasan, reinó en Diyarbakır.

Ak Koyunlu Oriental
- Abu'l-Mukarram Muhammad bin Yusuf bin Uzun Hasan (1497-1500), nieto de Uzun Hasan, reinó en Irak, Isfahan, Fars y Kerman;
- Abu'l-Muzaffar Sultan Murad bin Yaqub bin Uzun Hasan (1500-1508), hijo de Yaqub bin Uzun Hasan, reinó en Isfahan, Fars y Kerman.

Disolución de Ak Koyunlu en 1508. Absorbido en el Imperio safávida de Irán.